# Fabio Fabbri
Fabio Fabbri, italijanski politik, * 15. oktober 1933, Ciano d'Enza, Kraljevina Italija, † 4. januar 2024, Parma, Italija.
Fabbri je med 1993 in 1994 bil minister za obrambo Italije.